# ماركوس ألفاريز
ماركوس ألفاريز (بالألمانية: Marcos Alvarez)‏ (مواليد 30 سبتمبر 1991 في غيلنهاوزين - ألمانيا) لاعب كرة قدم ألماني يلعب حاليا لصالح نادي الدرجة الأولى آينتراخت فرانكفورت الألماني منذ 2007 في مركز المهاجم .

## روابط خارجية
- ماركوس ألفاريز على موقع قاعدة بيانات كرة القدم.إي يو (الإنجليزية)
- ماركوس ألفاريز على موقع بيانات كرة القدم. دي إي (الألمانية)
- ماركوس ألفاريز على موقع ليكيب (الفرنسية)
- ماركوس ألفاريز على موقع Soccerway.com (الإنجليزية)
- ماركوس ألفاريز على موقع عالم كرة القدم.نت (الإنجليزية)
- ماركوس ألفاريز على موقع كووورة